# Ingrid Øvre Wiik
Ingrid Øvre Wiik, född 23 juni 1918, död 10 juni 1999, var en norsk skådespelare.
Øvre Wiik scendebuterade 1947 på Det Nye Teater och verkade där till och med 1967. På 1970- och 1980-talen var hon engagerad vid Det norske teatret och Riksteatret. Vid sidan av teatern verkade hon som film- och TV-skådespelare. Hon debuterade 1951 i Edith Carlmars Skadeskutt och gjorde sammanlagt 24 roller 1951–1993. Hon gjorde sin sista roll i TV-serien Morsarvet.

## Filmografi
- 1951 – Skadeskutt
- 1957 – Slalåm under himmelen
- 1958 – Människor på flykt
- 1958 – Ut av mørket
- 1959 – Støv på hjernen
- 1959 – Ung flukt
- 1959 – 5 loddrett
- 1963 – Frokostpause
- 1963 – Kanutten og Romeo Klive (TV-serie)
- 1965 – Stoppested
- 1966 – Broder Gabrielsen
- 1966 – Lille Lord Fauntleroy (TV-serie)
- 1966 – Kom tilbake, lille Sheba
- 1969 – Dödsleken
- 1973 – Et dukkehjem
- 1973 – To fluer i ett smekk
- 1977 – Lykkespill (TV-serie)
- 1980 – Guro (TV-serie)
- 1981 – Fleksnes fataliteter (TV-serie)
- 1982 – Leve sitt liv
- 1985 – Adjø solidaritet
- 1987 – Av månsken växer ingenting (TV-serie)
- 1988 – Polisen som vägrade ta semester (TV-serie)
- 1993 – Morsarvet (TV-serie)